# København - Nijmegen til fods 1976
København - Nijmegen til fods 1976 er en dansk propagandafilm fra 1977, der er instrueret af John Idorn.

## Handling
53 mand fra det danske forsvar gik 622 km til Nijmegen i sommeren 1976.